# Lanová dráha Ráztoka – Pustevny
Sedačková lanová dráha Ráztoka – Pustevny je dvousedačková lanová dráha v Moravskoslezských Beskydech. Původní lanovka z roku 1940 byla první sedačkovou lanovkou v Evropě. V 50. letech 20. století byla nahrazena novější dráhou, ta současná pochází z 80. let 20. století. Majitelem i provozovatelem lanové dráhy je sportovní klub SK Skialpin Pustevny.

## Historie
Návrh lanovky na Pustevny vznikl po odstoupení pohraničí, kde se nacházely téměř veškeré československé hory, Německu v říjnu 1938 a následném vzniku Protektorátu Čechy a Morava v březnu 1939. Jediným vysokým pohořím s nadmořskou výškou nad 1000 m tak českému lidu zůstaly Moravskoslezské Beskydy. Pro zvýšení tamního turistického ruchu bylo rozhodnuto postavit lanovou dráhu. Firma Františka Wiesnera z Chrudimi (po znárodnění podnik Transporta) vypracovala několik projektů na kabinovou lanovku na Lysou horu, Pustevny a Radhošť. Kvůli začátku druhé světové války ale nebyl konečný projekt vybrán a stavba lanovky tak nebyla realizována.
Wiesnerova strojírna se ale zabývala i technickým řešení absolutní novinky v oblasti dopravy – osobní sedačkové lanové dráhy (lanovky do té doby stavěné byly kabinové či pozemní). Návrh lanovky v Beskydech ale nezapadl a v prosinci 1939 zadal pražský Svaz lyžařů Františku Wiesnerovi stavbu sedačkové lanovky na Pustevny. Celá stavba proběhla v zimním období a v rychlém tempu, pravidelný provoz byl na lanové dráze zahájen 4. března 1940. Současně s lanovkou vznikly na Pustevnách i sjezdovky. Původní dřevěné stožáry dráhy byly přes léto 1940 za provozu vyměněny za kovové.
V roce 1948 převzala lanovku Československá obec sokolská a v roce 1951 Československé státní dráhy. V roce 1956 byla původní dráha demontována a nahrazena novou od podniku Transporta Chrudim. Od roku 1958 provozovala lanovku Správa tělovýchovných zařízení ČSTV, provoz druhé lanové dráhy byl ukončen na konci roku 1982. Mezi lety 1983 a 1986 probíhala stavba v pořadí již třetí lanovky v této trase (byla však mírně přeložena a v dolním úseku prodloužena). Nová dráha (výrobek podniku Tatrapoma) je v provozu od začátku roku 1987, v roce 1991 byla převedena do majetku klubu SK Skialpin Pustevny. V roce 2006 byla provedena výměna převodovky a dopravního lana.
Budova horní stanice pocházející z roku 1937 byla kvůli špatnému stavu v roce 2016 zbořena a o rok později nahrazena novou budovou podle návrhu architekta Kamila Mrvy.

## Technické parametry

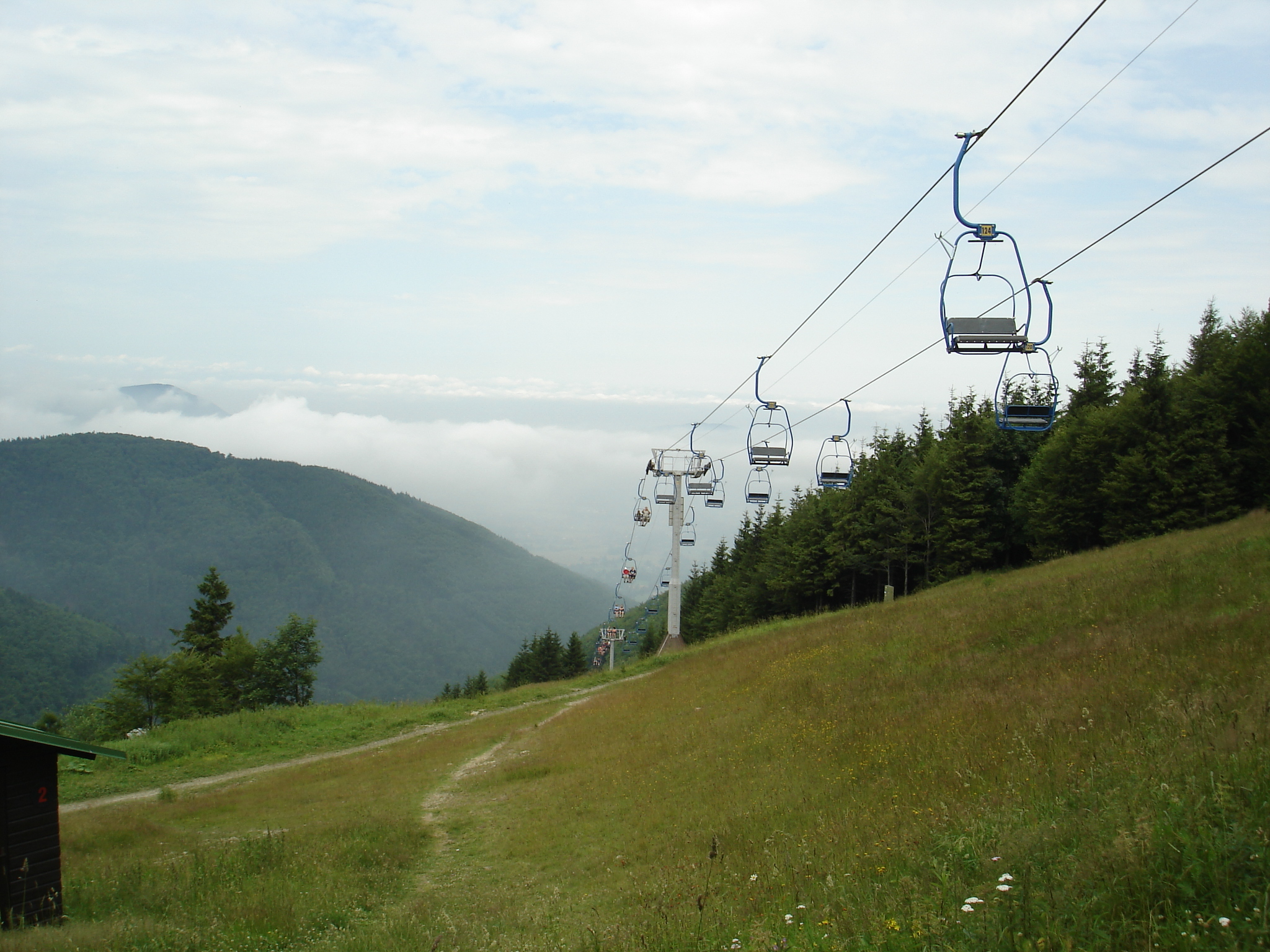
Lanová dráha na Pustevnách

První lanovka od Františka Wiesnera z roku 1940 byla jednolanová dráha oběžného systému s pevným uchycením jednomístných sedaček. Byla dlouhá 887 m a převýšení činilo 304 m (Ráztoka – 716 m n. m., Pustevny – 1020 m n. m.). Na lanovce se nacházelo 81 jednomístných sedaček (+ sedm nákladních), kapacita byla 216 osob za hodinu. Dráha měla 19 podpěr a jízda jedním směrem trvala 12 minut při maximální rychlosti 1,2 m/s. Demontována byla v roce 1956.
Druhá lanová dráha byla v provozu mezi lety 1956 a 1982, vyrobil ji národní podnik Transporta. Dolní i horní stanice zůstaly zachovány (stejná délka a převýšení jako předchozí lanovka), byl však zvýšen počet podpěr na 21, počet jednomístných sedaček na 89 a rychlost na 1,78 m/s. Díky tomu byla zvýšena i hodinová přepravní kapacita na hodnotu 321 cestujících.
Současná lanovka je v provozu od roku 1987 a pochází z produkce slovenského podniku Tatrapoma. Dráha byla v tomto případě prodloužena v dolní části, čímž byla téměř zdvojnásobena její délka, horní stanice naopak zůstala na původním místě. Lanovka je tak v současnosti 1637 m dlouhá a má převýšení 400 m (Ráztoka – 620 m n. m., Pustevny – 1020 m n. m.). Za hodinu přepraví 900 osob, maximální dopravní rychlost činí 2,5 m/s, na dráze se nachází 162 dvoumístných sedaček (původně jich bylo 164). Počet podpěr je 18, z toho 4 tlačné, ostatní nosné.

## Provoz
Lanová dráha je hojně využívána turisty. Poblíž dolní stanice se nachází konečná zastávka autobusové linky z Frenštátu pod Radhoštěm. K horní stanici na Pustevnách naopak zajíždí autobusová linka z Prostřední Bečvy.
Lanovka na Pustevny je v provozu celoročně, jezdí denně každou celou hodinu od 7,00 do 18,00 hod. Výjimkou je pouze období každoročních revizí na jaře, kdy je provoz v pracovních dnech omezen (jezdí každé dvě hodiny a pouze do 16,00 hod.). V roce 2008 stála jedna jízda dospělou osobu 55 Kč, v roce 2009 to bylo již 60 Kč. Existují zde zlevněné jízdné pro děti či zvýhodněné zpáteční jízdné. Na lanovce je rovněž možné přepravovat jízdní kola a v zimě lyže.

## Galerie

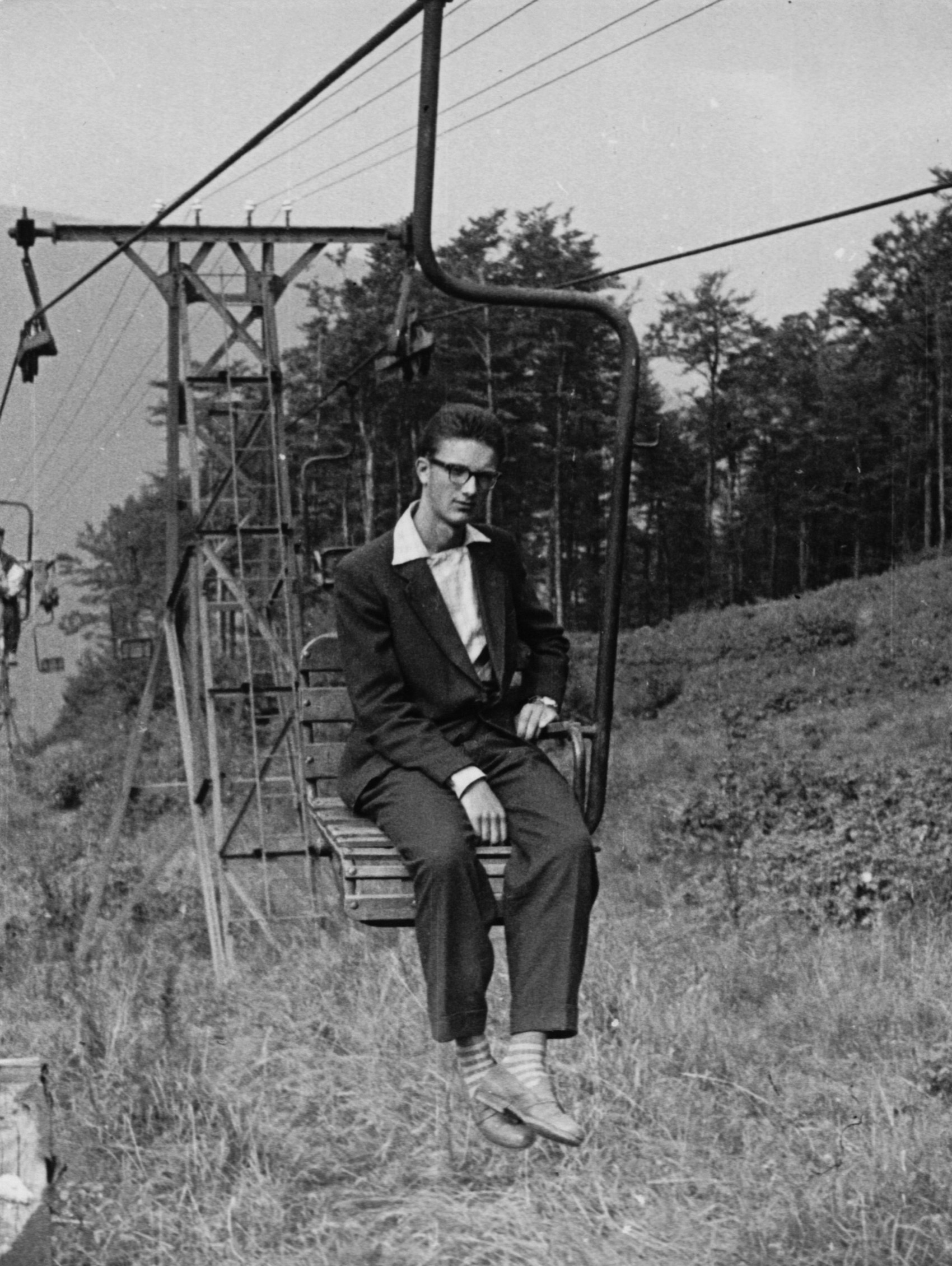
Lanovka v roce 1960
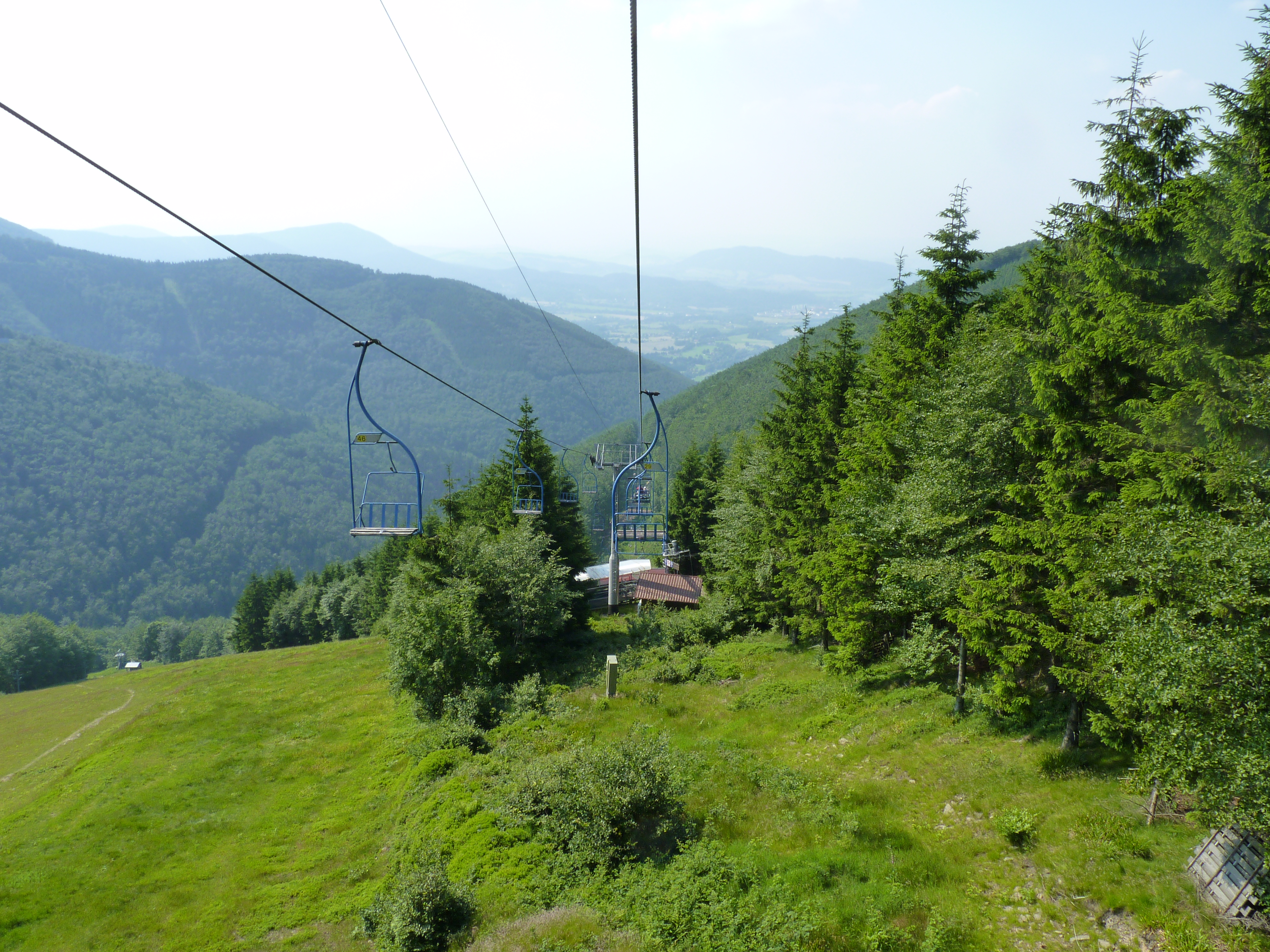
Lanová dráha Ráztoka – Pustevny v létě
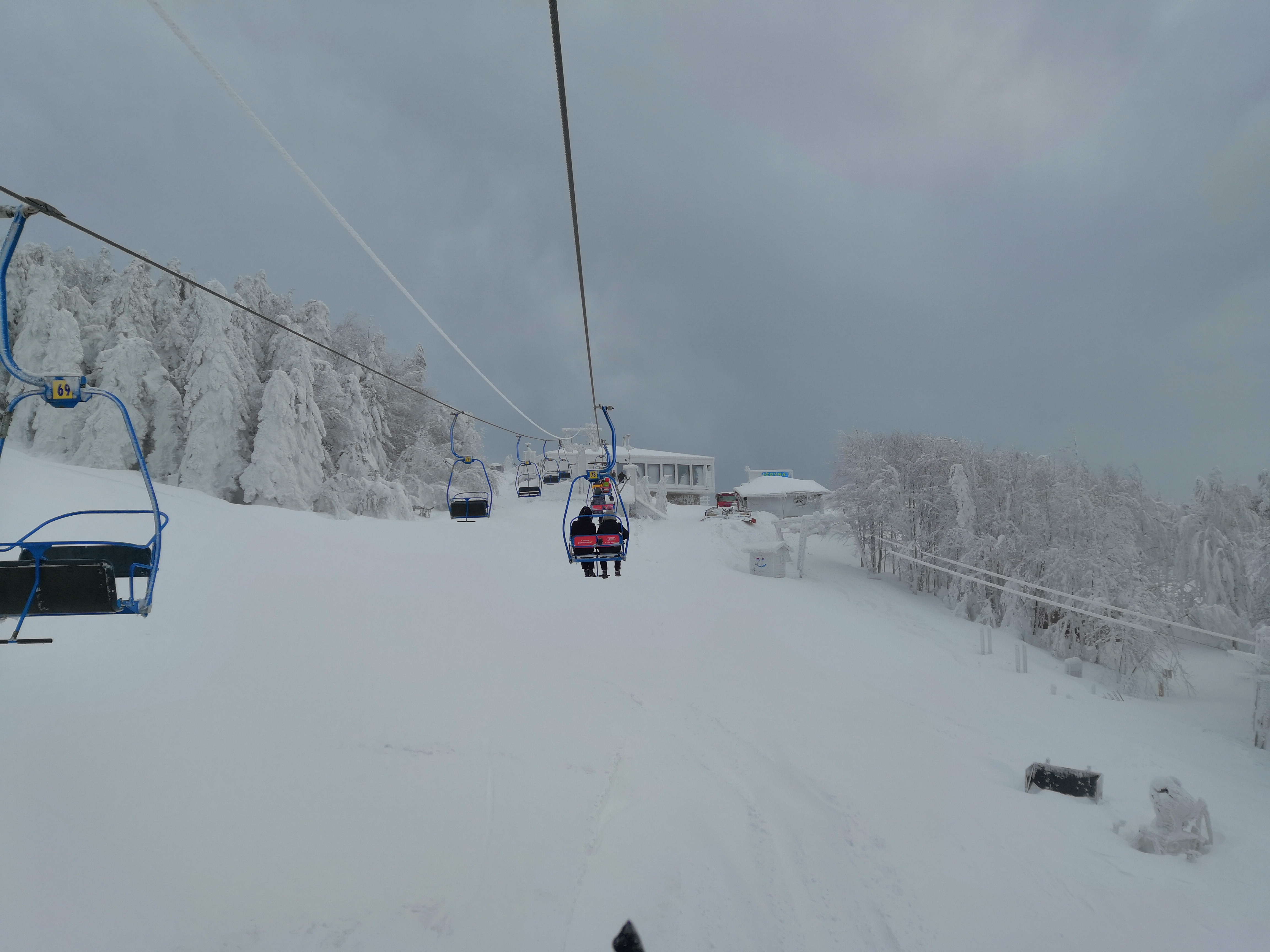
Lanová dráha Ráztoka – Pustevny v zimním období
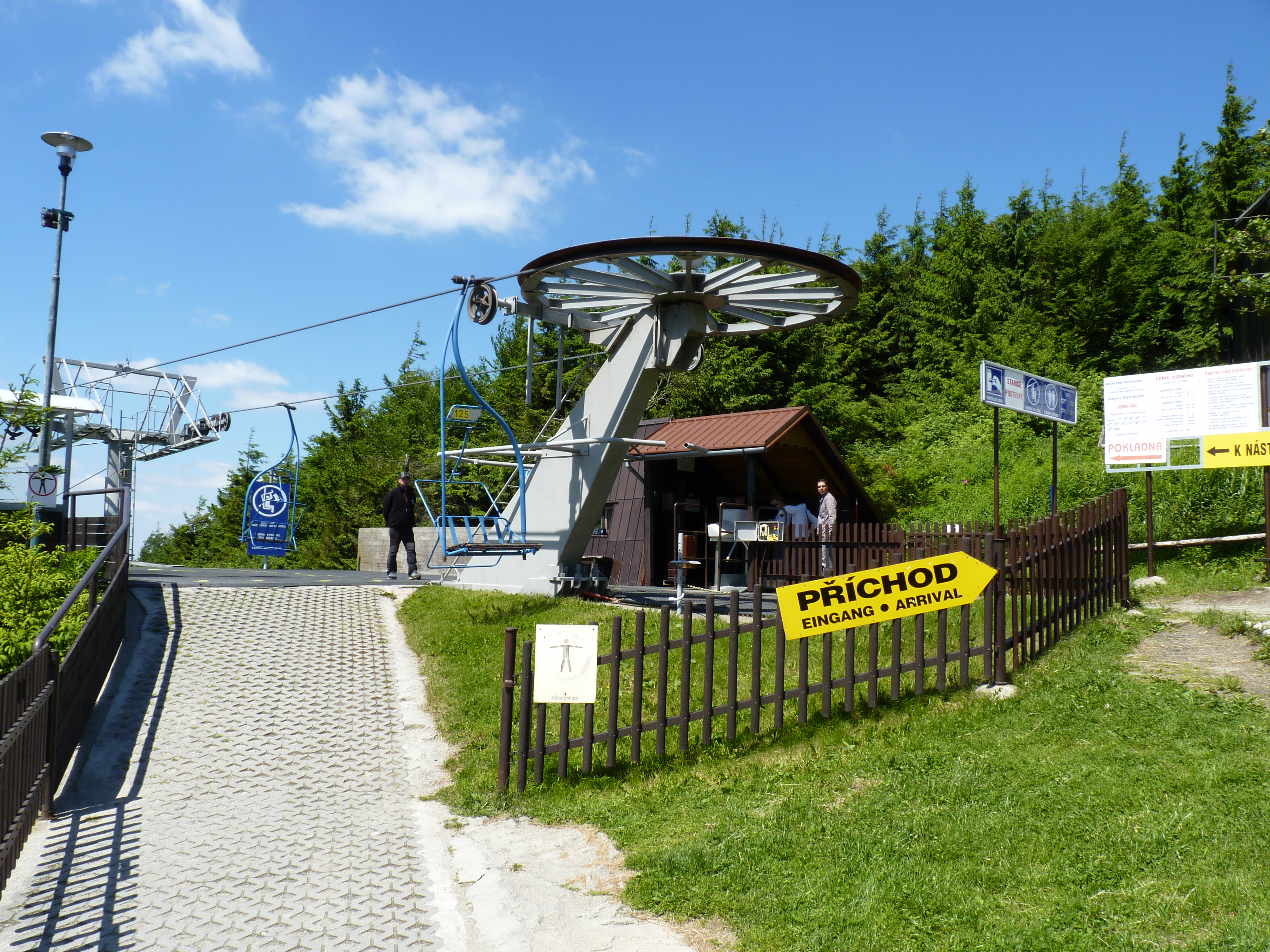
Horní stanice dráhy na Pustevnách v roce 2010